# Похищение Ганимеда (Корреджо)

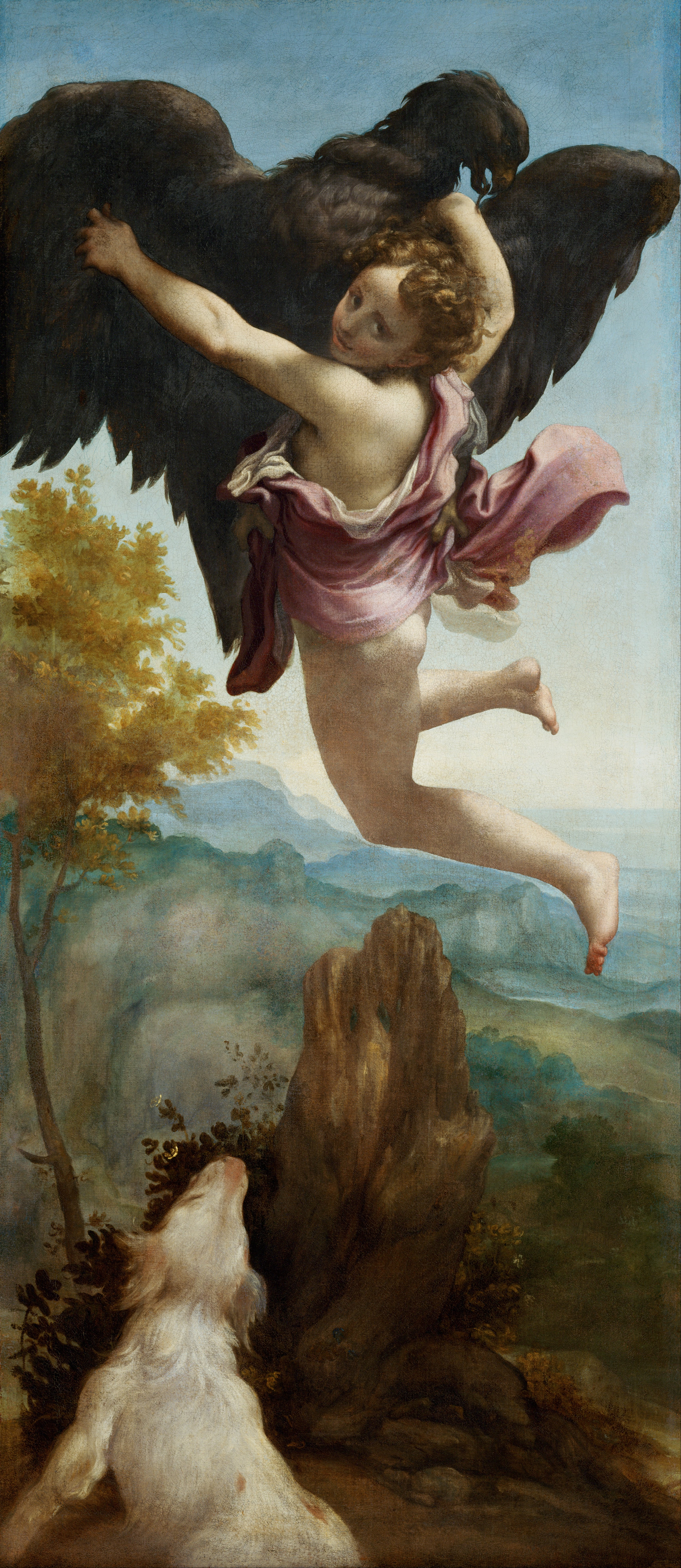
Корредждо. Похищение Ганимеда (ок. 1531—1532 г.)

Похищение Ганимеда (ок. 1531—1532) — картина Антонио да Корреджо, итальянского художника Позднего Возрождения. Картина хранится в Музее истории искусств (Вена, Австрия).
Картина входит в серию работ «Любовные похождения Юпитера», выполненных Корреджо в Мантуе для Федерико II Гонзага.

## История создания
Работа над серией «Любовные похождения Юпитера» началась после успеха картины «Венера, Купидон и Сатир». Корреджо в общей сложности написал четыре полотна, хотя возможно запланировал и другие.
В первом издании «Жизнеописаний» биограф эпохи Позднего Возрождения Джорджо Вазари упоминает только две картины: Леда (хранится в Берлинской картинной галерее) и некую «Венеру» (предположительно «Данаю», которая в настоящее время находится в Риме в Галерее Боргезе). Однако он знал о них лишь по описанию Джулио Романо. Вазари упоминает о том, что заказчик, граф Федерико II Гонзага, хотел подарить эти работы императору Священной Римской империи и королю Испании Карлу V: тот факт, что две другие работы («Похищение Ганимеда» и «Юпитер и Ио») в XVI веке находились в Испании, дал основания полагать, что все они были частью одной серии картин. Британский специалист в истории искусств Сесиль Гулд предположил, что Федерико заказал картины «Похищение Ганимеда» и «Юпитер и Ио» для самого себя, и только после смерти графа в 1540 году они были переданы Карлу V, вероятно по случаю женитьбы сына короля, Филиппа; другие предполагали, что Федерико заказал картины для зала Овидия в своем Палаццо дель Те.
В 1603—1604 году император Рудольф II приобрел «Похищение Ганимеда» вместе с работой Пармиджанино «Купидон изготовляет себе лук» и перевез их в Прагу. Полотно находилось в Вене как минимум с 1610 г., когда оно было упомянуто вместе с «Юпитер и Ио» в императорской коллекции Габсбургов.